# クジラの跳躍
『クジラの跳躍』（くじらのちょうやく）は、たむらしげるによる日本の絵本。リブロポートより1995年に刊行、1998年にメディアファクトリーより復刊。またはそれを原作としたアニメ映画。

## 概要
たむらしげるのアニメーション作品、およびそれを原作として書き下ろした絵本「銀河の魚」の続編にあたる。巨大なクジラの跳躍を見た人々の心の動きを描いた作品。

## あらすじ
半日に渡るクジラの跳躍、ガラスの海で繰り広げられる美しい光景。それを見物する人たちは失われた記憶が蘇って…。

## アニメ『クジラの跳躍 Glassy Ocean』
たむらしげる原作・監督による映像作品としては「銀河の魚」に続き2作目、劇場映画としては初の作品。
平成10年度文化庁メディア芸術祭アニメーション部門大賞。

### あらすじ
半日に渡るクジラの跳躍、ガラスの海で繰り広げられる美しい光景。それを見物する人たちは失われた記憶が蘇って…。

### キャスト
ナレーション
声 - 永瀬正敏
老人
声 - 永井一郎
画家のR
声 - 三谷昇
夢を見た男
声 - 利重剛
少年
声 - 小笠原健人
ビル人間
声 - 佐藤正治
ライムの弟子
声 - 津田真一
酒をすすめる男
声 - 青木裕幸
海底の男
声 - エリック・ジャコブセン
槍を持った男
声 - 寺嶋章之

### スタッフ
- 原作：「クジラの跳躍」メディアファクトリー刊
- 監督・原作・脚本・イラストレーション：たむらしげる
- 3Dビジュアルディレクション：加藤慎也
- プロデュース・ディレクション：潮永光生
- CGアニメーション・イフェクト：森泉絵里、長鳶義道、古都祥、長谷部哲也、林直樹
- 音楽：手使海ユトロ
- 編集：石川幸弘
- アニメーションプロデューサー：上田明美、プロジェクトチーム サラ
- アニメーション：大島りえ、柏木響子、富田悦子
- サウンドデザイン：染谷和孝
- 制作：愛があれば大丈夫

### 挿入歌
『ウォーター・ピープルの歌』（作曲・歌：原マスミ 作詞：たむらしげる  編曲：清水一登）